# Josifianie

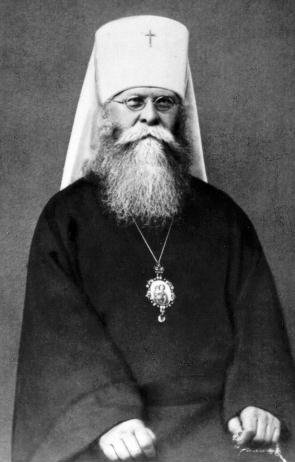
Metropolita Józef (Pietrowych)

Josifianie (Иосифляне) – ruch w Rosyjskim Kościele Prawosławnym, sprzeciwiający się antyreligijnej polityce władz radzieckich i ugodowemu stanowisku kierującego Cerkwią zastępcy locum tenens Patriarchatu Moskiewskiego, metropolity Sergiusza, który w 1927 wydał deklarację lojalności prawosławnych wobec rządu.
Nazwa grupy duchownych pochodzi od imienia jej przywódcy - metropolity leningradzkiego Józefa.

## Powstanie grupy

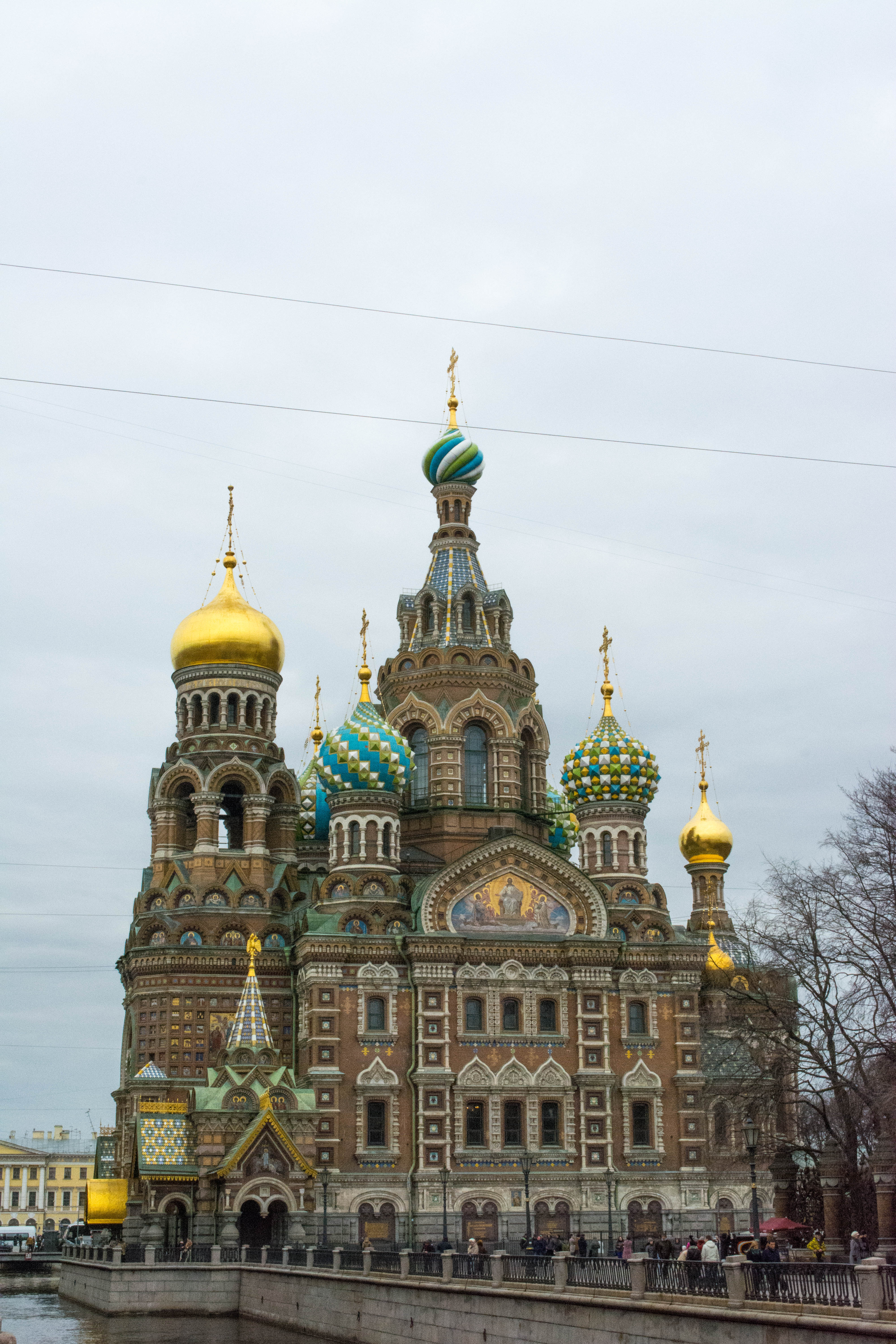
Spas na Krwi — główny kościół Josifianów w Leningradzie

W lipcu 1927 metropolita niżnonowogrodzki Sergiusz, zastępca locum tenens Patriarchatu Moskiewskiego, najprawdopodobniej pod bezpośrednim naciskiem GPU, wydał deklarację lojalności Rosyjskiego Kościoła Prawosławnego. Część duchowieństwa i wiernych Cerkwi Rosyjskiej nie zgodziła się z jej treścią. Silny opór deklaracja napotkała w Leningradzie, gdzie ordynariuszem miejscowej eparchii był metropolita Józef (Pietrowych). Ponownie pod naciskiem GPU metropolita Sergiusz postanowił wówczas przenieść go na katedrę odeską. Zwiększyło to jeszcze niezadowolenie leningradzkich wiernych, a sam Józef uznał polecenie metropolity Sergiusza za wyjątkowo niesprawiedliwe. Uważał, że o jego decyzji przesądziło oczernianie Józefa przez niechętnych mu duchownych z Leningradu, przede wszystkim biskupa Mikołaja (Jaruszewicza). Początkowo metropolita starał się przekonać Sergiusza do zmiany decyzji, następnie jednak zmienił ton i oskarżył go o doprowadzenie do sytuacji, w której najwyższe organy cerkiewne były całkowicie posłuszne państwu. Równocześnie odwołał się od ukazu Sergiusza. Kiedy ten potwierdził pierwotną decyzję, Józef oznajmił, iż nie ma zamiaru się jej podporządkować.
W grudniu 1927 delegacja duchowieństwa i wiernych leningradzkich, popierających metropolitę Józefa, spotkała się z metropolitą Sergiuszem. Ten jednak ponownie odmówił pozostawienia Józefa na dotychczasowej katedrze. Kilka dni po tej rozmowie dwaj wikariusze eparchii leningradzkiej, biskup gdowski Dymitr (Lubimow) oraz biskup narewski Sergiusz (Drużynin) ogłosili zerwanie łączności kanonicznej z metropolitą Sergiuszem. Metropolita Józef pobłogosławił ich decyzję i kilkakrotnie publicznie wypowiadał się o niej pozytywnie. Sam pozostawał w łączności z metropolitą Sergiuszem do lutego 1928. 6 lutego wydał rezolucję, w której oznajmiał, że z Sergiuszem zerwał również metropolita jarosławski i rostowski Agatangel (Prieobrażenski), a on sam zgadzał się stanąć na czele wiernych i duchownych z Leningradu, niegodzących się z polityką ustępstw wobec władz. Józef uważał, że ratuje Cerkiew przed całkowitym zniszczeniem, nie poddając się "agentom bezbożności i zniszczenia". Nie uznawał zarzutów Sergiusza, że stanął na czele organizacji rozłamowej.
Największe wpływy josifianie, którzy sami zaczęli określać się jako Cerkiew Prawdziwie Prawosławna, osiągnęli w pierwszej połowie 1928. Nigdy nie zdołali jednak zjednoczyć całej wewnątrzcerkiewnej opozycji przeciw Sergiuszowi (nie wspominający).

## Działalność
W lutym 1928 metropolita Sergiusz mianował nowego metropolitę leningradzkiego - Serafina (Cziczagowa), a w kolejnym miesiącu suspendował metropolitę Józefa i popierających go biskupów. Decyzje te nie zostały uznane, a hierarchowie kontynuowali prowadzenie publicznej działalności duszpasterskiej. W kwietniu 1928 metropolita Józef napisał do kierującego VI oddziałem GPU i nadzorującego działalność Rosyjskiego Kościoła Prawosławnego Jewgienija Tuczkowa z prośbą o uzyskanie u Sergiusza zgody na jego powrót do Leningradu. Była to z jego strony ostatnia próba uzyskania pomocy ze strony władz.
Metropolita Józef zamieszkiwał w monasterze św. Mikołaja w Modeńsku, utrzymywał jednak stały kontakt ze swoimi zwolennikami. Faktycznie działaniami josifian kierował biskup gdowski Dymitr. Wiosną 1928 duchowny ten osobiście odwiedzał wierne josifianom parafie na Ukrainie, Kubaniu, w Stawropolu, obwodach moskiewskim, wiackim, twerskim i witebskim. Do metropolity Józefa przyłączyli się biskupi Hieroteusz (Afonik) oraz Bazyli (Doktorow), którzy zachęcili do tego również parafie w eparchiach wielkoustiuskiej i archangielskiej. Latem tego roku grupa zyskała zwolenników w obwodach nowogrodzkim, kurskim, pskowskim i wołogodzkim. Na Ukrainie parafie josifiańskie powstały w Kijowie, okręgach charkowskim, sumskim i połtawskim, do josifian dołączyli biskupi Paweł (Kratirow) i Joazaf (Popow). W roku następnym Józef nadał biskupowi Dymitrowi godność arcybiskupa, następnie zaś skierował biskupa Maksyma (Żyżylenkę) do opieki nad josifiańskimi parafiami w obwodzie moskiewskim. Na południu Rosji josifianom przewodził biskup Aleksy (Buj), za sprawą którego posłuszeństwo metropolicie Sergiuszowi wypowiedziała część parafii eparchii woroneskiej. Na Kaukazie Północnym grupą kierował biskup majkopski Warłaam (Łazarienko). Zwierzchność Józefa uznały również pojedyncze parafie na Uralu, w Baszkiri, Kazachstanie, Tatarstanie, w Permie, Krasnojarsku, Arzamasie, Smoleńsku i Jenisiejsku. W eparchii wiackiej po stronie metropolity Józefa stanął biskup Wiktor (Ostrowidow) i dwóch innych hierarchów. W eparchii leningradzkiej, gdzie rozpoczął się ruch, otwarcie poparło hierarchę 61 parafii (przy 100 zachowujących lojalność wobec metropolity Sergiusza). Oblicza się, że łącznie do josifian przyłączyło się co najmniej 2400-2700 placówek duszpasterskiej z 3,5 tys. duchownych (białych i mnichów), ok. 8-9% wszystkich parafii w ZSRR. Josifianie przeprowadzili w tajemnicy 28 chirotonii biskupich. Zwolennicy josifian rekrutowali się przede wszystkim spośród wierzącej inteligencji o antykomunistycznych przekonaniach, osób pochodzących z warstw społecznych szczególnie poszkodowanych po rewolucji październikowej i przez to nieprzychylnych rządom radzieckim, byli wśród nich religijni fanatycy. Poglądy polityczne duchownych i świeckich josifian nie były jednorodne, stopniowo jednak umacniali się w tym środowisku monarchiści. Wiosną 1928 grupa wydała nielegalnie dokument "Dlaczego odeszliśmy od metropolity Sergiusza", w którym oskarżono Sergiusza o herezję, co miało usprawiedliwiać wypowiedzenie mu posłuszeństwa. Josifianie drukowali również ulotki przeznaczone dla ogółu wiernych.

## Represje przeciwko josifianom
Władze radzieckie uważały josifian za najbardziej niebezpieczną grupę duchowieństwa prawosławnego, z uwagi na głoszone w tym środowisku antyrządowe, monarchistyczne poglądy. Represje rządowe zadecydowały ostatecznie o upadku ruchu. W listopadzie 1929 aresztowany i skazany na 10 lat łagru został biskup gdowski Dymitr, którego oskarżono o kierowanie cerkiewną grupą kontrrewolucyjną. W roku następnym na karę łagru skazano także biskupa Sergiusza (Drużynina); obaj zginęli w tej samej dekadzie. W latach 1932–1933 doszło do masowych aresztowań popierającego Józefa duchownych. Ostatnia parafia utożsamiająca się z ruchem josifiańskim działała w Lesnym pod Leningradem do 1943.
Metropolita Józef został aresztowany w 1930 i skazany na pięć lat łagru, które zamieniono mu na zsyłkę do Kazachstanu, do Czymkentu. Nielegalnie służył w sympatyzujących z nim parafiach, wyjeżdżając nawet do Ałma-Aty. W 1937 padł ofiarą wielkiego terroru, oskarżony o działalność kontrrewolucyjnej i rozstrzelany.
Po śmierci Józefa część jego dawnych zwolenników wróciła w jurysdykcję Patriarchatu Moskiewskiego, inni zaś współtworzyli Cerkiew katakumbową.